# Honkajoki
Honkajoki là một đô thị của Phần Lan.
Vị trí ở tỉnh của Tây Phần Lan thuộc vùng Satakunta. Đô thị này có dân số 2.083 và diện tích 333.40 km² trong đó có 1.67 km² là diện tích mặt nước. Mật độ dân số là 6,2 người trên mỗi km².
Dân đô thị này chỉ sử dụng tiếng Phần Lan